# La Grande-Paroisse
La Grande-Paroisse és un municipi francès, situat al departament de Sena i Marne i a la regió de Illa de França. L'any 2007 tenia 2.532 habitants.
Forma part del cantó de Montereau-Fault-Yonne, del districte de Provins i de la Comunitat de comunes del Pays de Montereau.

## Demografia

### Població
El 2007 la població de fet de La Grande-Paroisse era de 2.532 persones. Hi havia 967 famílies, de les quals 203 eren unipersonals (90 homes vivint sols i 113 dones vivint soles), 343 parelles sense fills, 327 parelles amb fills i 94 famílies monoparentals amb fills.
La població ha evolucionat segons el següent gràfic:
Habitants censats

### Habitatges
El 2007 hi havia 1.073 habitatges, 975 eren l'habitatge principal de la família, 22 eren segones residències i 76 estaven desocupats. 1.004 eren cases i 70 eren apartaments. Dels 975 habitatges principals, 810 estaven ocupats pels seus propietaris, 143 estaven llogats i ocupats pels llogaters i 22 estaven cedits a títol gratuït; 9 tenien una cambra, 52 en tenien dues, 125 en tenien tres, 285 en tenien quatre i 506 en tenien cinc o més. 781 habitatges disposaven pel capbaix d'una plaça de pàrquing. A 406 habitatges hi havia un automòbil i a 490 n'hi havia dos o més.

### Piràmide de població
La piràmide de població per edats i sexe el 2009 era:
| Homes | Edats   | Dones |
| ----- | ------- | ----- |
| 0     | 95 o +  | 0     |
| 0     | 90 a 94 | 8     |
| 16    | 85 a 89 | 32    |
| 12    | 80 a 84 | 24    |
| 16    | 75 a 79 | 24    |
| 44    | 70 a 74 | 48    |
| 48    | 65 a 69 | 48    |
| 88    | 60 a 64 | 68    |
| 80    | 55 a 59 | 92    |
| 128   | 50 a 54 | 104   |
| 76    | 45 a 49 | 84    |
| 120   | 40 a 44 | 136   |
| 100   | 35 a 39 | 100   |
| 60    | 30 a 34 | 84    |
| 56    | 25 a 29 | 32    |
| 52    | 20 a 24 | 60    |
| 96    | 15 a 19 | 96    |
| 124   | 10 a 14 | 88    |
| 72    | 5 a 9   | 116   |
| 48    | 0 a 4   | 60    |

## Economia
El 2007 la població en edat de treballar era de 1.615 persones, 1.141 eren actives i 474 eren inactives. De les 1.141 persones actives 1.044 estaven ocupades (539 homes i 505 dones) i 97 estaven aturades (52 homes i 45 dones). De les 474 persones inactives 194 estaven jubilades, 141 estaven estudiant i 139 estaven classificades com a «altres inactius».

### Ingressos
El 2009 a La Grande-Paroisse hi havia 988 unitats fiscals que integraven 2.563 persones, la mediana anual d'ingressos fiscals per persona era de 20.410 €.

### Activitats econòmiques
Dels 72 establiments que hi havia el 2007, 4 eren d'empreses extractives, 1 d'una empresa alimentària, 4 d'empreses de fabricació de material elèctric, 12 d'empreses de fabricació d'altres productes industrials, 10 d'empreses de construcció, 13 d'empreses de comerç i reparació d'automòbils, 6 d'empreses de transport, 1 d'una empresa d'hostatgeria i restauració, 2 d'empreses d'informació i comunicació, 1 d'una empresa financera, 7 d'empreses de serveis, 8 d'entitats de l'administració pública i 3 d'empreses classificades com a «altres activitats de serveis».
Dels 14 establiments de servei als particulars que hi havia el 2009, 1 era una oficina de correu, 2 tallers de reparació d'automòbils i de material agrícola, 5 paletes, 1 fusteria, 1 lampisteria, 2 electricistes, 1 perruqueria i 1 restaurant.
Dels 2 establiments comercials que hi havia el 2009, 1 era una botiga de més de 120 m² i 1 una botiga de menys de 120 m².
L'any 2000 a La Grande-Paroisse hi havia 10 explotacions agrícoles que ocupaven un total de 1.463 hectàrees.

## Equipaments sanitaris i escolars
L'únic equipament sanitari que hi havia el 2009 era una farmàcia.
El 2009 hi havia 1 escola maternal i 2 escoles elementals.

## Poblacions més properes
El següent diagrama mostra les poblacions més properes.